# 1896年アテネオリンピックのイギリス選手団
1896年アテネオリンピックのイギリス選手団（1896ねんアテネオリンピックのイギリスせんしゅだん）は、1896年4月6日から4月15日にかけてギリシャ王国の首都アテネで開催された1896年アテネオリンピックのイギリス選手団、およびその競技結果。

## 概要
今大会は金メダル2個、銀メダル3個、銅メダル2個の合計7個のメダルを獲得した。

## メダル
| メダル | 選手名                       | 競技                 | 種目                 |
| ------ | ---------------------------- | -------------------- | -------------------- |
| 金     | ジョン・ピウス・ボーランド   | テニス               | 男子シングルス       |
| 金     | ローンセストン・エリオット   | ウエイトリフティング | 男子片手ジャーク     |
| 銀     | グラントリー・ゴールディング | 陸上                 | 男子110mハードル     |
| 銀     | ローンセストン・エリオット   | ウエイトリフティング | 男子両手ジャーク     |
| 銀     | フランク・キーピング         | 自転車               | 男子12時間レース     |
| 銅     | チャールズ・グメリン         | 陸上                 | 男子400m             |
| 銅     | エドワード・バテル           | 自転車               | 男子個人ロードレース |